# 海都
海都（1235年—1301年），蒙古帝国窝阔台汗之孙，合失之子。窝阔台汗国的实际创立者。

## 生平

### 堅持復位
自拖雷後裔蒙哥當選蒙古大汗始，窝阔台後裔漸失势，海都即於此时（约1252年）被分封至蒙古以西的海押立。在元憲宗九年（1259年）蒙哥汗死後發生於拖雷家族的內戰中，海都支持阿里不哥為新汗，與忽必烈争夺汗位，然而至中統五年（1264年）終告失败。但海都更加希冀大汗之位属于窝阔台後代，遂积蓄实力，联合钦察汗国，圖謀与忽必烈争夺蒙古帝国大汗寶座。據傳其先祖成吉思汗曾經說出，只要窩闊台有一個吃奶的後代，都比其他人優先繼承，因此他不斷反忽必烈。

### 海都之亂
至元三年（1266年），忽必烈以蔡州作为海都的分地，按年赏赐当地赋税。但他拒绝忽必烈征召。由此忽必烈遂派察合台後嗣八剌返察合台汗国争夺汗位，企求引起西部诸王内乱，以便其集中精力灭南宋的战争。令忽必烈意外的是，海都最初虽與察合台汗八剌激战，但旋即和好。至元六年（1269年），海都、八剌和钦察汗忙哥帖木兒在塔拉斯河進行会盟，公開反对忽必烈和伊儿汗国，並商議以海都为盟主。会盟各王指稱忽必烈汗已经被汉族同化，言明要對忽必烈用兵以恢复蒙古人的游牧本性。他派兵攻打伊儿汗阿八哈。
次年，忽必烈以那木罕为将，在别失八里击败海都。至元十二年（1274年），忽必烈再遣安童辅佐那木罕西征。未料，那木罕部将昔里吉等于次年底发动兵变，将安童抓获後交予海都。不久，八剌死去，海都扶立笃哇任察合台汗，两汗揮師東進蒙古本部。土土哈把他趕出漠北祖宗大帳。
至元二十四年（1286年），海都等同东部乃颜联络，乘忽必烈率领元军主力东去平叛的機會，至元二十六年（1289年），一度发兵佔领和林，但不久即退出。随后与镇守漠北的忽必烈皇孙甘麻剌、铁穆耳作战多年。元貞三年（1297年），在八邻被床兀儿击败。大德四年（1300年），在阔别列又被海山击败。

### 功敗垂成
大德五年（1301年）八月，海都纠合窝阔台系、察合台系诸王四十人，越过金山再度進兵蒙古，向元軍挑戰，先在鐵堅古山之戰失利，又在合剌合塔山之戰擊敗元軍，就在元軍指揮官晉王甘麻剌（元成宗長兄）下令棄守之際，佔據上風兵臨哈拉和林的海都汗卻突然帶領聯軍撤退。這場衝突對於西北宗藩的關係有决定性的影響。拉施德丁《史集》第一卷紀載海都負傷不治，於歸逃途中逝世，《史集》第二卷、《瓦撒夫史》和《完者都史》則記載病死於歸途。据《完者都史》记载，海都卒于1303年3月，时年六十八岁。海都死后，其子察八兒继承汗位。窝阔台的后代为争夺汗位导致分裂。